# Jewell Loyd
Jewell Loyd (* 5. Oktober 1993 in Lincolnwood, Illinois) ist eine US-amerikanische Basketballspielerin der nordamerikanischen Profiliga Women’s National Basketball Association (WNBA).

## Karriere
Vor ihrer professionellen Karriere in der WNBA spielte Loyd von 2012 bis 2015 College-Basketball für die Notre Dame University.
Sie wurde beim WNBA Draft 2015 an 1. Stelle von den Seattle Storm ausgewählt, für die sie seither in der nordamerikanischen Basketballprofiliga der Damen spielt und mit denen sie in den Saisons 2018 und 2020 die Meisterschaft gewann. In ihrer ersten WNBA-Saison wurde sie mit dem WNBA Rookie of the Year Award ausgezeichnet. In der Saison 2021 konnte sie mit Seattle außerdem den WNBA Pokalwettbewerb (Commissioner's Cup) gewinnen.
Nach zehn Spielzeiten in Seattle wechselte Loyd zur Saison 2025 zu den Las Vegas Aces.
Im Laufe ihrer bisherigen WNBA-Karriere erzielte Loyd unter anderem die folgenden Erfolge und Auszeichnungen:
- 6× WNBA All-Star (2018, 2019, 2021, 2022, 2023, 2024)
- WNBA All-Star Game MVP 2023
- All-WNBA First Team 2021
- 2× All-WNBA Second Team (2016, 2023)
- 2023 WNBA Peak Performer in Scoring (24.7ppg)
- WNBA All-Rookie Team 2015

### Unrivaled
Jewell Loyd nahm Anfang 2025 als Spielerin des Teams Mist BC an der Premieren-Saison der neu gegründeten 3×3-Basketball-Liga für Frauen Unrivaled teil.

## Nationalmannschaft
Bei der Basketball-Weltmeisterschaft der Damen 2018 in Spanien  und bei der Basketball-Weltmeisterschaft der Damen 2022 in Australien holte sie mit der Damen-Basketballnationalmannschaft der Vereinigten Staaten jeweils die Goldmedaille.
Bei den Olympischen Sommerspielen 2020 in Tokio, die bedingt durch die COVID-19-Pandemie erst im Juli und August 2021 stattfanden, gewann Loyd mit dem US-Team ihre erste olympische Goldmedaille. Bei den Olympischen Spielen 2024 holte sie erneut die Goldmedaille.